# Gåsgadd
Gåsgadd är ett skär i Åland (Finland). Det ligger i den södra delen av landskapet, 60 km sydost om huvudstaden Mariehamn.
Terrängen runt Gåsgadd är varierad. Trakten är glest befolkad. Det finns inga samhällen i närheten. 